# Boni de Castellane
Paul Ernest Boniface de Castellane, marqués y conde de Castellane (VII Distrito de París, París, 14 de febrero de 1867 - París, 20 de octubre de 1932), más conocido como Boni de Castellane, fue un noble francés, diplomático, coleccionista de arte, y una personalidad emblemática de la Belle Époque en Francia. Fue el primer marido de Anna Gould (1875-1961), una de las hijas del magnate estadounidense Jay Gould.

## Primeros años

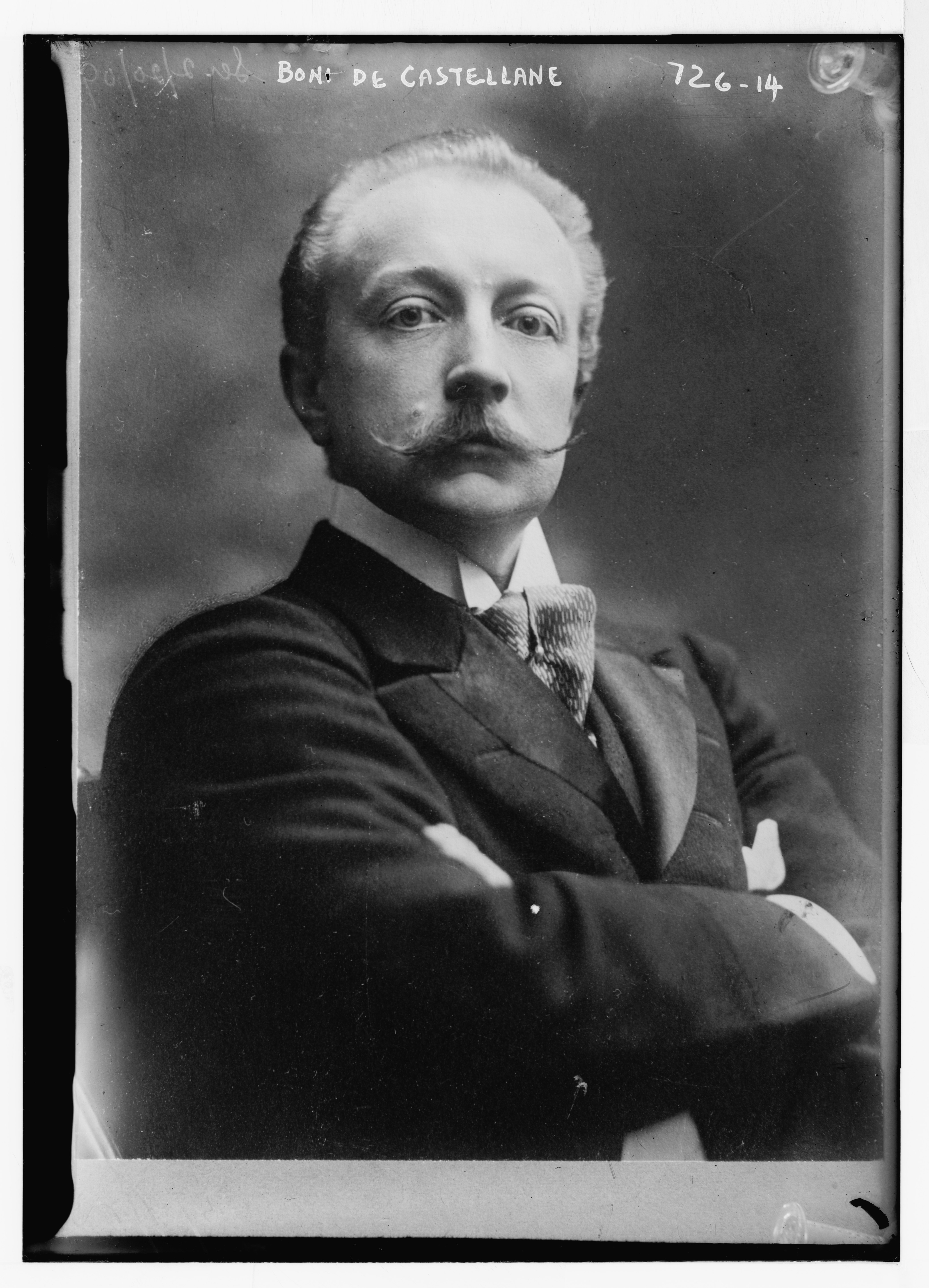
Retrato fotográfico.

Perteneciente a una antigua familia aristocrática francesa. Era el primogénito de Antoine de Castellane, marqués de Castellane, y de su mujer Madeleine Le Clerc de Juigné. Sus hermanos fueron Jean y Stanislas de Castellane.
Al igual que sus hermanos, Boni llevaba el título de cortesía del conde de Castellane, hasta que heredó el título de su padre tras la muerte de este último en 1917.
Sus abuelos paternos fueron el marqués Henri de Castellane, diputado por Cantal, y su mujer Pauline de Talleyrand-Périgord. Su tía, Marie de Castellane, estaba casada con el príncipe Antoine Radziwi, nieto del príncipe Antoni Radziwiłł y la princesa Louise de Prusia.

## Matrimonio e hijos
El 14 de marzo de 1895, se casó en Manhattan, Nueva York con Anna Gould (1875-1961), hija de Jay Gould (el magnate industrial y financiero) en casa de su hermano, George J. Gould.
El matrimonio Castellane-Gould tuvo cuatro hijos:
- Marie-Louise de Castellane (nacida en 1896)
- Bonifacio, marqués de Castellane (1897-1946), que se casó con Yvonne Patenôtre (nieta de James Elverson y Sallie Duvall, dueños de The Philadelphia Inquirer)
- Georges, conde de Castellane (1897-1944), casado en París en 1923 con Florinda Fernández Anchorena (1901-1995),[9] propietaria del Palacio Fernández Anchorena, ubicado en Recoleta, Buenos Aires.
- Jay de Castellane (1902–1956)

## Divorcio y vida posterior

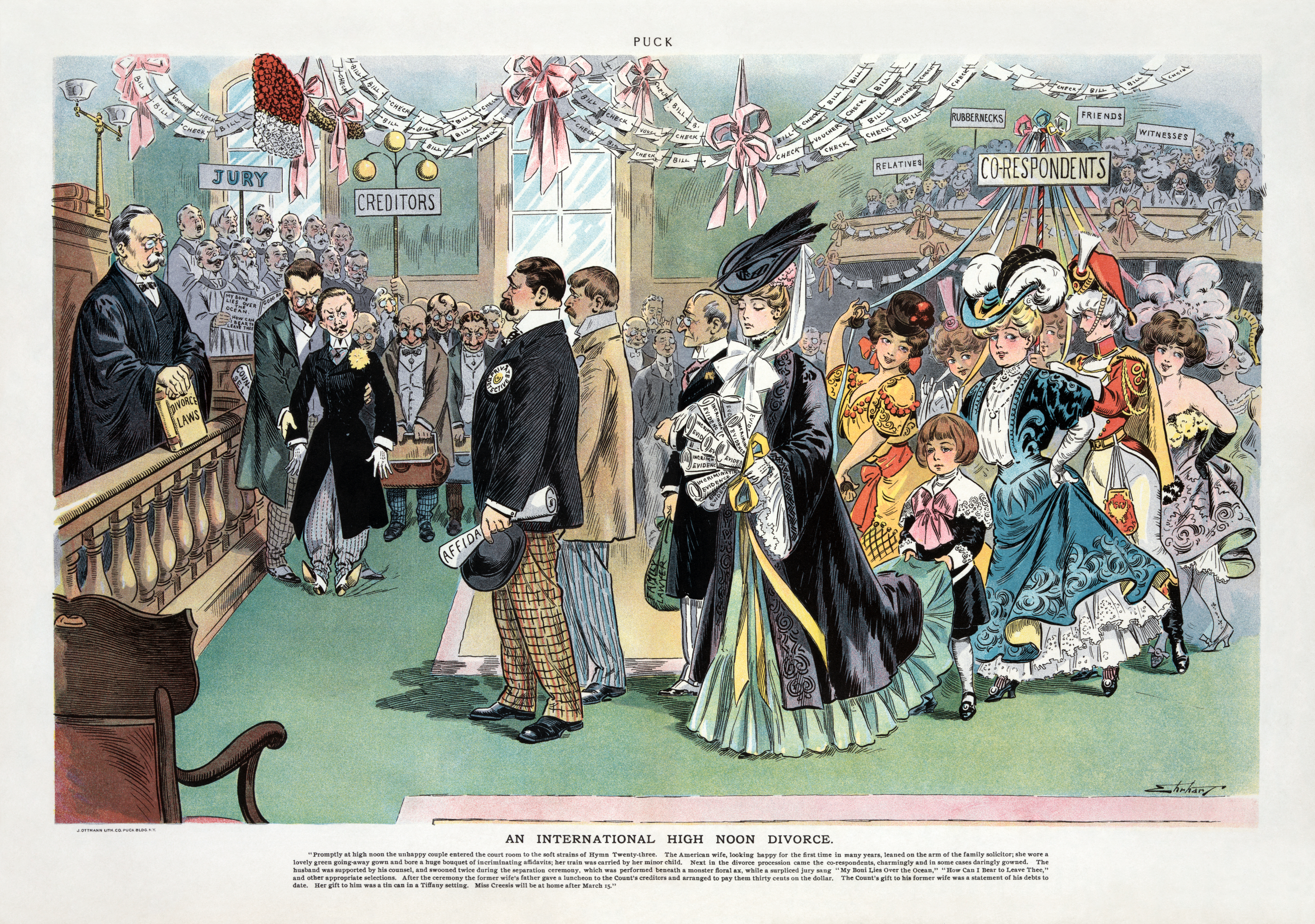
Una parodia de la atmósfera circense de los procedimientos de divorcio de Anna Gould contra su esposo, Boni de Castellane. Entre otras cosas, se la muestra sosteniendo un ramo hecho de acusaciones contra su esposo.

Anna obtuvo un divorcio civil en 1906, después de continuas infidelidades de su marido, sumado a que él gastara alrededor de 10 millones de dólares en extravagancias durante el lapso de una semana.
En 1908, Anna casó con su primo Hélie de Talleyrand-Périgord, duque de Sagan. Castellane buscó una anulación de la Santa Sede para poder volver a casarse por Iglesia. El caso de anulación se resolvió en 1924, cuando el más alto tribunal de la Sede Apostólica confirmó la validez del matrimonio y denegó la anulación.
La revista Time escribió el 13 de abril de 1925:

Probablemente desde que Enrique VIII trató en vano de anular su matrimonio con Catalina de Aragón, no ha pasado tanto tiempo un caso matrimonial en los tribunales de la Iglesia Católica Romana, como aquel en el que nueve Cardenales acaban de emitir una decisión final. 

El marido en este caso es hijo de una de las casas más históricas de Francia: el conde Boni de Castellane. La mujer es la estadounidense Anna Gould, actual marquesa de Talleyrand Périgord, hija del exitoso corredor de bolsa, el fallecido Jay Gould. 
El 14 de marzo de 1895, Anna pasó a ser condesa de Castellane, tras un matrimonio solemnizado en Manhattan, por el fallecido Arzobispo Corrigan. Después de que nacieran tres niños, la condesa obtuvo un divorcio civil con Castellane por infidelidad. En 1908, se casó con el marqués de Talleyrand Périgord, duque de Sagan.
Acto seguido, Castellane pidió al Vaticano que se anulara el matrimonio, aparentemente, con el propósito de volver a casarse por la Iglesia.
- Juicio I. La Rota romana confirmó el matrimonio en 1911. El conde apeló.
- Juicio II. Anna se negó a ser representada en este juicio. El matrimonio fue declarado nulo. Anna apeló.
- Juicio III. El matrimonio fue declarado válido. El conde apeló desde la Rota al Papa Benedicto XV.
- Juicio IV. El caso fue presentado ante una Comisión de la Signatura Apostólica, el tribunal supremo de la Iglesia. Seis cardenales compusieron la comisión. Sostuvieron válido el matrimonio. El conde apeló al papa Pío XI.
- Juicio V. La Comisión declaró el matrimonio inválido. Anna apeló al Papa que, para resolverlo de una vez y para siempre, asignó tres cardenales adicionales a la comisión.
- Juicio VI. Se celebró ante los cardenales De Lai (italiano), Pomphilj (italiano), Van Rossum (holandés), Sbaretti (italiano), Silj (italiano), Bisleti (italiano), Sincere (italiano), Lega (italiano) y Mori (italiano). El matrimonio se mantuvo válido, y al poco tiempo se emitió una proclamación formal.

Armas de la Casa de Castellane.

El marqués de Castellane murió en París el 20 de octubre de 1932, una semana después de sufrir un accidente cerebrovascular. Su funeral, al que no asistió su exesposa, se celebró en París en la Iglesia de Saint-Philippe du Roule y fue enterrado en St. Patrice.

## Descendientes
Era abuelo de Elisabeth de Castellane Gould Patenôtre (1928–1991), casada con Jean Bertrand Jacques Adrien Nompar (1920-1986), conde de Caumont La Force. 
Otra de sus nietas, Diane de Castellane Gould Fernández Anchorena (1927-2010), fue mujer de Philippe de Noailles, duque de Mouchy y príncipe-duque de Poix (n. 1922).

## Residencias

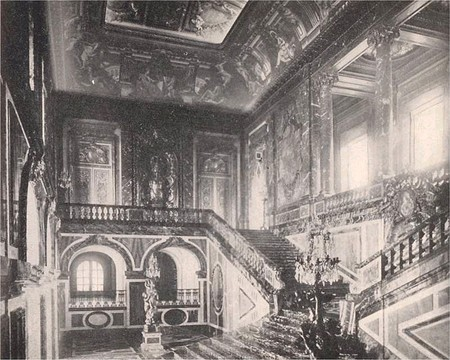
Salón principal del Palais Rose de la avenida Foch

- 1895 rue de Constantine, Paris, VII
- 1895-1902 Hôtel particulier 9 avenue Bosquet, París, VII
- 1902-1906 Palais Rose , 50, avenue du Bois , París, XVI
- 1906 27 rue de Constantine, Paris, VII
- 1906-1914 2 place du Palais-Bourbon, París, VII
- 1914-1918 Hôtel Ritz , place Vendôme, París, I
- 1918-1921 Hôtel particulier 71 rue de Lille, París, VII
- 1921-1932 Avenue Victor-Emmanuel III, Paris

## Lecturas relacionadas
- Dwyer, Michael Middleton . Carolands . Redwood City, CA: Asociación Histórica del Condado de San Mateo, 2006. ISBN 0-9785259-0-6
- Vanity Fair. Biografía de Boni de Castellane